# 拳台
《拳台》（英語：The Ring）是美国的一份拳击杂志，也是最为知名的拳击杂志之一，由纳特·弗莱舍于1922年创办。2007年，前世界拳王、金童奥斯卡·德拉奥亚拥有的金童推广公司收购了该杂志。
《拳台》从创立之初起便有自己设立的世界拳王金腰带。虽然这一头衔曾在20世纪90年代中停止，但从2002年起《拳台》又重新开始推出拳王金腰带。
《拳台》还评选有各种拳击奖项，如年度最佳拳手（Fighter of the Year）、年度最佳比赛（Fight of the Year）、名人堂以及P4P排名等。